# Rhododendron bonvalotii
Rhododendron bonvalotii är en ljungväxtart som beskrevs av Bur. och Franch. Rhododendron bonvalotii ingår i släktet rododendron, och familjen ljungväxter. Inga underarter finns listade i Catalogue of Life.